# Isla Gran Saint James
La Isla Gran Saint James (en inglés: Great Saint James island) es una isla en el Territorio no incorporado de las Islas Vírgenes de los Estados Unidos en el norte de las Antillas Menores. Se localiza justo al norte de la Isla Pequeña Saint James (Little Saint James Island) al noroeste de la isla Dog, y las rocas Welk, al este de Cayo Fish y al sureste de las puntas Deck, Water y Cabrita todas en la mucha más grande isla de Santo Tomás.